# Simon (juego)
Simon es un juego electrónico creado por Ralph Baer y Howard J. Morrison en 1978. Tuvo un gran éxito durante los años 80. Tiene forma de disco, en una de sus caras se puede ver cuatro cuadrantes, cada uno con un color: verde, rojo, azul y amarillo en su versión original. Su nombre se debe al conocido juego tradicional del mismo nombre, Simón dice, de donde toma su inspiración. 
El juego de forma aleatoria va iluminando los cuadrantes de colores, y a la vez que se ilumina cada cuadrante emite un sonido propio. Después de esperar, el usuario debe ir introduciendo la secuencia mostrada en el orden correcto, ayudándose de su memoria visual y sonora. Si lo consigue, este responderá con una secuencia más larga, y así sucesivamente. Si falla, el usuario debe volver a empezar. Los distintos niveles de dificultad van aumentando la velocidad de la secuencia a repetir.
Más de dos décadas después han salido distintas versiones actualizando la electrónica del aparato, con más o mejores efectos visuales y sonoros o añadiendo más colores y sonidos de los cuatro originales.

## Audio
Algunas versiones del juego tienen tonos que se reproducen mientras se presiona el botón. Otras tienen una constante de tiempo del sonido. Otras versiones cuentan con temas de audio: animales (gato/perro/cerdo/vaca), xilófono, fútbol, galaxia (sonidos espaciales), algunos de los cuales (animales, fútbol), hacen el juego más fácil de jugar. Sin embargo, otros pueden tener una clave de sonido encendido/apagado, haciendo el juego más difícil al basarse simplemente en el aspecto visual.

## Versiones de Arcade
Little Caesars Pizza: a mediados de los noventa tenía un juego arcade del género Brain Teaser como el Simon.

## En la cultura popular
- En la película Accidents Happen de 2009, Doug Post está jugando al Simon mientras yace acostado en la cama de su habitación, justo antes de que Billy Conway entre y le hable de colarse en el centro de atención para ver a Gene, el hermano de Billy.
- Simon aparece en It's Always Sunny In Philadelphia en el episodio "A Very Sunny Christmas", durante el cual Mac encuentra el juego en su armario y Charlie encuentra el juego extremadamente difícil.
- Simon aparece en el episodio de Little Miss Gamer en su sistema de juego portátil. Esto causa que ella conozca a Tom Green y a Blackwolf the Dragon Master.
- Simon aparece en el episodio de American Dad The One That Got Away con la familia volviéndose adicta al simon, jugando a él durante días sin moverse.
- Simon aparece en la película Cloudy with a Chance of Meatballs (2009).  Flint, el personaje principal, tiene que pulsar la secuencia correcta en un simon para entrar en su laboratorio.
- Simon aparece en el episodio de Family Guy "Perfect Castaway", cuando stevie juega al simon y pierde.
- En un sketch en Robot Chicken, el corazón de Dick Cheney es reemplazado por un simon, en una parodia hacia Iron Man.
- En un episodio de El Laboratorio de Dexter, un juego de Simon (etiquetado como "Simon Says") se utiliza para obtener la entrada al laboratorio.
- Hay un juego de Simon firmado por Ralph H. Baer, el creador del juego en exhibición permanente en el Museo American Computer Museum en Bozeman, Montana.
- En el MMORPG World of Warcraft, un par de misiones en las Montañas Filospada requiere que los participantes juegan una versión de tamaño natural del juego a través de seis y ocho secuencias, respectivamente.
- Simon aparece en la lista del Canal 4 de Los 100 mejores juguetes en el número 72.
- En el video musical de Run-D.M.C. "Navidad en Hollis" de 1987 Santa Claus está utilizando un Simon convertido para determinar quién ha sido malo y quien ha sido bueno y agradable.
- La portada del disco de Queen Hot Space  fue influenciado por los colores del Simon. [cita requerida]
- En un episodio de Cougar Town, Laurie Keller se ve jugando Simon y le resulta muy difícil.
- En la película Cloudy with a Chance of Meatballs aparece el Simon como una contraseña.
- En su canción "Viajar contigo es como escuchar la vida secreta de las plantas", el músico uruguayo Martín Buscaglia utiliza el Simon como un instrumento musical.